# Sender Heuberg
Der Sender Heuberg, seltener Mattersburg-Heuberg, ist eine Sendeeinrichtung des ORS. Die im Gemeindegebiet von Forchtenstein knapp unterhalb der höchsten Erhebung des Rosaliengebirges, am Heuberg, gelegene Anlage ging 1981 in Betrieb und dient der Verbreitung von UKW-Hörfunk und Fernsehprogrammen, seit dem 2. Juli 2007 werden die TV-Programme in DVB-T ausgesendet. Er versorgt Regionen des nördlichen Burgenlandes und des Niederösterreichischen Industrieviertels.
Der Sender Heuberg verwendet als Antennenturm einen 80 Meter hohen freistehenden Stahlfachwerkturm, der auf dem Dach des neun Meter hohen Sendegebäudes steht. In Höhen von 29 und 34,5 Metern befinden sich Plattformen für Richtfunkantennen.

## Frequenzen und Programme

### Analoger Hörfunk (UKW)
| Frequenz (in MHz) | Programm         | RDS PS   | Senderlogo | RDS PI                | Regionalisierung | ERP (in kW) | Antennendiagramm rund (ND)/gerichtet (D) | Polarisation horizontal (H)/vertikal (V) |
| ----------------- | ---------------- | -------- | ---------- | --------------------- | ---------------- | ----------- | ---------------------------------------- | ---------------------------------------- |
| 89,0              | Ö1               | __OE_1__ |            | A201                  | −                | 0,6         | D (30–90°)                               | H                                        |
| 96,2              | Radio Burgenland | RADIO-B_ |            | A404                  | Burgenland       | 3,2         | D (30–90°)                               | H                                        |
| 100,9             | Hitradio Ö3      | __OE_3__ |            | A203                  | −                | 0,6         | D (30–90°)                               | H                                        |
| 103,4             | kronehit         | kronehit |            | A3FF/ A4FF (regional) | Burgenland       | 1           | D (30–90°)                               | H                                        |
| 106,3             | Radio 88.6       | *_88.6_* |            | AC47/ A447 (regional) | Burgenland       | 1           | D (30–90°)                               | H                                        |

### Digitales Fernsehen (DVB-T2)
In DVB-T2 werden die folgenden Programme gesendet:
| Kanal | Frequenz (in MHz) | Multiplex    | Programme im Multiplex                                                  | ERP (in kW) | Polarisation horizontal (H) / vertikal (V) | Modulations- verfahren | FEC | Guard- intervall | Bitrate (in MBit/s) | Gleichwellennetz (SFN)                                                |
| ----- | ----------------- | ------------ | ----------------------------------------------------------------------- | ----------- | ------------------------------------------ | ---------------------- | --- | ---------------- | ------------------- | --------------------------------------------------------------------- |
| 52    | 722               | ORS MUX-A/BN | - ORF eins - ORF 2 (Burgenland) - ORF 2 (Niederösterreich) (ztw.) - ATV | 18          | V                                          | 16-QAM                 | 3/4 | 1/4              | 14,93               | Eisenstadt (Umspannwerk), Stotzing, Podersdorf am See, Bad Sauerbrunn |
| 30    | 546               | ORS MUX-B    | - ORF SPORT + - Puls 4 - 3sat - ORF III - Servus TV                     | 30          | V                                          | 16-QAM                 | 3/4 | 1/4              | 14,93               | kein                                                                  |

### Analoges Fernsehen (PAL)
Bis zur Umstellung auf DVB-T wurden folgende Programme in analogem PAL gesendet:
| Kanal | Frequenz (MHz) | Programm                 | ERP (kW) | Sendediagramm rund (ND)/ gerichtet (D) | Polarisation horizontal (H)/ vertikal (V) |
| ----- | -------------- | ------------------------ | -------- | -------------------------------------- | ----------------------------------------- |
| 38    | 607,25         | ORF 1                    | 30       | D                                      | V                                         |
| 46    | 671,25         | ORF 2 (Niederösterreich) | 8        | D                                      | V                                         |
| 52    | 719,25         | ORF 2 (Burgenland)       | 30       | D                                      | V                                         |